# 勒蒂西尼奥勒
勒蒂西尼奥勒（法語：Le Thuit-Signol，法語發音：[lə tɥi siɲɔl]）是法国厄尔省的一个旧市镇，位于该省北部，属于贝尔奈区。2016年，勒蒂西梅与临近的2个市镇合并为新市镇勒蒂德卢瓦松（Le Thuit de l'Oison），勒蒂西尼奥勒为新市镇行政中心。

## 地理
勒蒂西尼奥勒（49°15'54"N, 0°56'23"E）面积9.81 平方千米，位于法国诺曼底大区厄尔省，该省份为法国北部内陆省份，北起滨海塞纳省，西接奧恩省和卡爾瓦多斯省，南至厄尔-卢瓦省，东临瓦兹省、瓦兹河谷省和伊夫林省。
勒蒂西尼奥勒的时区为UTC+01:00、UTC+02:00（夏令时）。

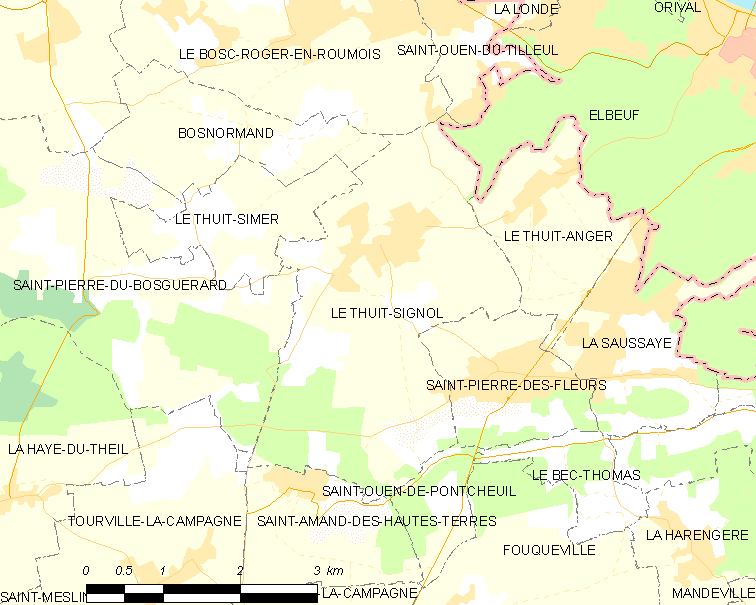
勒蒂西尼奥勒的OSM定位图

## 行政
勒蒂西尼奥勒的邮政编码为27370，INSEE市镇编码为27638。

## 政治
勒蒂西尼奥勒所属的省级选区为大布特鲁尔德县。

## 人口

1962-2008年间勒蒂西尼奥勒人口变化图示

勒蒂西尼奥勒于2018年1月1日时的人口数量为2463人。